# فرودگاه ماریانا گراجا لس
فرودگاه ماریانا گراجا لس (به انگلیسی: Mariana Grajales Airport) یک فرودگاه همگانی با کد یاتا GAO است که یک باند فرود آسفالت دارد و طول باند آن ۲۳۵۸ متر است. این فرودگاه در کشور کوبا قرار دارد و در ارتفاع ۱۷ متری از سطح دریا واقع شده‌است.

## شرکت‌های هواپیمایی و مقصدهای پروازی
| شرکت‌های هواپیمایی | مقصدهای پروازی              |
| ----------------- | --------------------------- |
| امریکن ایگل       | چارتر: فورت لادردیل–هالیوود |
| هواپیمایی کوبا    | خوزه مارتی                  |